# Afroamerikansk historia
Den afroamerikanska historien är den delen av USA:s historia som specifikt handlar om afroamerikaner eller den "svarta" etniska gruppen i USA. De flesta afroamerikaner är ättlingar till afrikaner som hölls som slavar i USA under den amerikanska slavperioden 1619-1865. 

## Andra världskriget

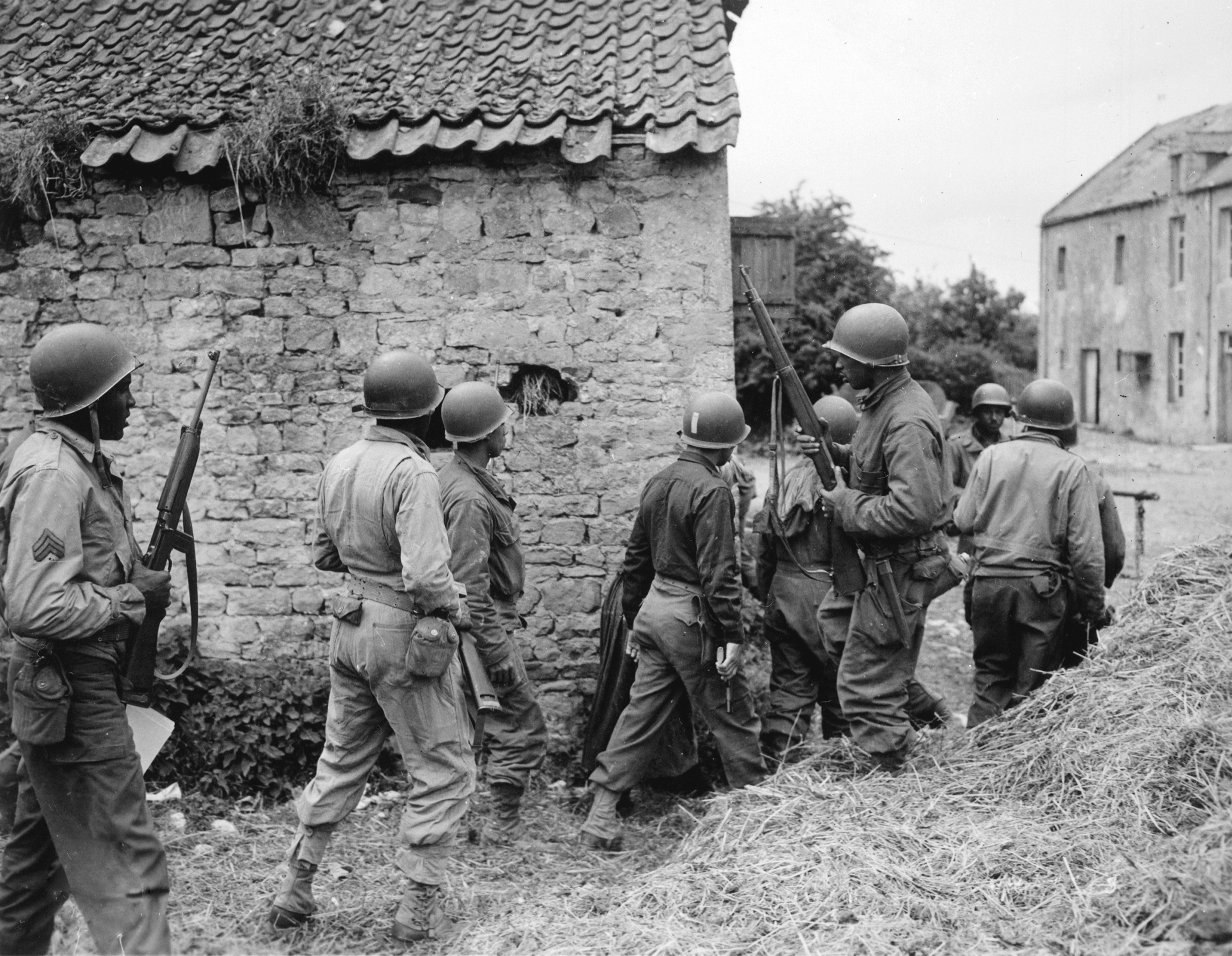
Svarta soldater i Frankrike 1944

Över 1.5 miljon svarta amerikaner gjorde militärtjänst under Andra världskriget. Denna tjänst gjordes i segregerade enheter, det vill säga utan "vita".

## Den andra stora migrationsvågen
Den andra stora flyttvågen skedde från 1941-1970. Under den perioden flyttade mer än fem miljoner afroamerikaner från den amerikanska södern till de andra tre regionerna i USA.

## Forskning

### Framträdande akademiker
- Herbert Aptheker
- Ira Berlin
- John Henrik Clarke
- W. E. B. Du Bois
- Eric Foner
- Elizabeth Fox-Genovese
- Steven Hahn
- John Hope Franklin
- Henry Louis Gates, Jr.
- Eugene Genovese
- Annette Gordon-Reed
- Lorenzo Greene
- Vincent Harding
- William Loren Katz
- Peter Kolchin
- David Levering Lewis
- Leon F. Litwack
- Rayford Logan
- Manning Marable
- Gwendolyn Midlo Hall
- Cedric Robinson
- Mark S. Weiner
- Nell Irvin Painter
- Charles H. Wesley
- Carter G. Woodson
- George G.M James
- Asa G. Hilliard

### Förstahandskällor
- Aptheker, Herbert, ed. A Documentary History of the Negro People in the United States. (7 vol 1951-1994)
- Berlin, Ira, ed. Free at Last: A Documentary History of Slavery, Freedom, and the Civil War (1995)
- Bracey, John H., and Manisha Sinha, eds. African American Mosaic: A Documentary History from the Slave Trade to the Twenty-First Century, (2 vol 2004)